# Polizeiruf 110: Blutiges Geld
Blutiges Geld ist ein deutscher Kriminalfilm von Hans Werner aus dem Jahr 2010. Es ist die 309. Folge innerhalb der Filmreihe Polizeiruf 110 und der 43. Fall für die halleschen Kommissare Schmücke und Schneider. Für Oberkommissarin Nora Lindner (Isabell Gerschke) ist es der erste Einsatz, in dem sie ihren neuen Kollegen zur Seite steht. Der Film wurde am 5. April 2010 im Ersten zur Hauptsendezeit erstmals ausgestrahlt.

## Handlung
In einem hallischen Baumarkt dringt kurz nach Ladenschluss ein maskierter Täter in die Büroräume ein und fordert die Tageseinnahmen. Als er bemerkt, dass Baumarktleiter Weller ihn erkannt hat, schießt er auf ihn und nimmt zwei der Frauen als Geisel, die ihn mit ihrem Auto vom Tatort bringen müssen. Eine der Frauen lässt er zwischendurch frei und fährt mit Rita Dreher allein weiter, die er kurze Zeit später ebenfalls unbeschadet gehen lässt.
Die Polizei wird verständigt und als Schmücke und Schneider am Baumarkt eintreffen, erwartet sie ihre neue Assistentin, die junge Oberkommissarin Nora Lindner. Sie hat bereits eine Ringfahndung eingeleitet und vernimmt die Zeugen, was Schmücke alles ein wenig zu schnell geht.
Ein erster Verdacht fällt auf Wellers Ehefrau, die von ihrem Mann getrennt lebt und einen neuen Lebensgefährten hat. Angeblich ist die Trennung einvernehmlich abgelaufen und Mathias Kirch mit Weller befreundet. Auf diesen wird im Krankenhaus in der Zwischenzeit ein Anschlag verübt, sodass er nun im Koma liegt.
Am nächsten Tag wird die Tochter von Wellers behandelnder Ärztin entführt. Der Entführer fordert, dass sie Weller sterben lassen soll. Obwohl Dr. Lund entschlossen ist, die Forderung zu erfüllen, bringt sie es am Ende doch nicht fertig, sondern vertraut sich Kommissar Schneider an. Dieser ruft Schmücke und Lindner zu Hilfe, die sich dafür einsetzen, dass alles so arrangiert wird, als ob Weller tatsächlich gestorben wäre, er aber zu seiner Sicherheit in eine andere Klinik verlegt wird. Der Plan gelingt, doch kommt das Kind nicht so schnell frei wie gehofft. 
Schmücke und Schneider halten die ganze Zeit Wellers Exfrau und ihren Lebensgefährten für tatverdächtig, doch dieser war nachweislich zum Zeitpunkt der Entführung nicht in Deutschland. Nach einem Hinweis von einer Baumarktsangestellten gerät der Freund von Rita Dreher unter Verdacht. Ralph Herder wird vernommen und leugnet zunächst, verrät sich dann aber doch. Er gibt zu, dass er die Nerven verloren hatte, als er bemerkte, dass Weller ihn erkannt hatte. Mit einem weiteren Mordanschlag und der Entführung des Kindes hätte er jedoch nichts zu tun. Während Schmücke und Schneider Ralph Herder festnehmen, ist ihre neue Kollegin Lindner auf der Suche nach dem Versteck des Kindes. Über eine Handyortung muss es sich in der Nähe des Büros von Mathias Kirch befinden, dem Lebensgefährten von Wellers Exfrau. Nachdem Lindner das Kind tatsächlich findet, kann auch der Entführer, der sich als Frau herausstellt, gefasst werden. Es handelt sich um Rita Dreher, die erklärt, dass sie die Aktion nur zu Ende führen wollte und Weller abgrundtief hasste.

## Hintergrund
Michael Arnal und Hans Werner schrieben das Drehbuch zu Blutiges Geld nach einer Idee von Klaus-Peter Wolf. Im Auftrag des MDR drehte die Saxonia Media Filmproduktion den Film in Halle.
Schmücke und Schneider bekommen ein junges und neues Gesicht in diesem Fall mit ins Team. Der Versuch des MDR ist nach acht Fällen allerdings gescheitert.

## Kritik
Rainer Tittelbach von tittelbach.tv bewertet diesen Polizeiruf als gut und meint: „‚Blutiges Geld‘ ist ein Gebrauchskrimi, der andeutet, dass es künftig etwas flotter zugehen könnte im ‚Polizeiruf 110‘ aus Halle.“ „Schade, dass es zum Einstand wieder einmal nur einen Whodunit mit den üblichen Verdächtigen gibt, der sich dem Krimi-erfahrenen Zuschauer ziemlich rasch erschließen wird – sowohl was den Täter als auch das dramaturgische Verwirrungsstiften angeht. Wer die ersten 20 Minuten nicht so genau hinschaut – der wird mehr Spaß haben beim Mörderraten. Und der Entführungsfall bringt dann zumindest die nötige Spannung ins Spiel, die den Krimi einigermaßen sicher über die Ziellinie trägt.“
Die Kritiker der Fernsehzeitschrift TV Spielfilm vergaben eine mittlere Wertung (Daumen zur Seite) und schrieben: „Gerschke bringt frischen Wind, aber der Fall lahmt“ und zogen als Gesamtfazit, dass die Ermittler aus Halle (Saale) bei ihnen weiterhin nicht gut ankämen: „Netter Versuch, aber Halle bleibt Halle“.